# Мадрич, Юлиус
Юлий Мадрич (4 августа 1906 года — 11 июня 1984 года) — австрийский предприниматель родом из Вены, который помог спасти жизни евреев во время Холокоста. Праведник народов мира.

## Биография
Весной 1940 года Мадрич переехал в Краков, чтобы избежать призыва в немецкий вермахт. Будучи мастером-драпировщиком по образованию, он был назначен попечителем двух еврейских магазинов готового платья, Хого и Штрасберга. Вскоре Мадрич узнал, что он может зарабатывать больше, производя текстиль. В конце 1940 года Мадричу удалось открыть швейную фабрику в Кракове, где работало около 800 евреев и поляков на 300 швейных машинах. Подобно Оскару Шиндлеру, Мадрич приобрел репутацию доброго человека, который хорошо относился к своим еврейским работникам; он был «прекрасен для своих евреев».
В Кракове Мадрич спас жизни тысяч евреев, а также стремился сделать их жизнь более терпимой. Он нанял много работников без профессионального опыта или обучения. Вместе со своим руководителем завода Раймундом Титчем он обеспечил гуманные и комфортные условия труда. Каждый рабочий получал достаточно хлеба каждый день, что позволяло даже продать часть своего пайка и приобрести другие продукты питания. Евреям было разрешено вступать в контакт с поляками за пределами завода. Кухни фабрики снабжали более тысячи еврейских рабочих едой, недоступной в других местах. Кроме того, Мадрич даже организовал новые мастерские, в том числе в концентрационном лагере Плашув (в 1943 году после ликвидации и закрытия Краковского гетто), Бохненском гетто (в 1942 году) и Тарновском гетто (в 1942 году; подобно Кракову в нём работали около 800 рабочих с 300 швейными машинами) чтобы помочь как можно большему числу евреев. Он утверждал, что сделал это из-за «постоянных мольб еврейского совета [в Кракове]».
Незадолго до того, как Краковское гетто было ликвидировано в марте 1943 года, Мадрич сотрудничал с Освальдом Боско, чтобы позволить многим семьям, особенно с детьми, устроиться на свою близлежащую фабрику; таким образом спасая больше евреев от смерти. Он организовал размещение детей в домах поляков в городе. Несколько недель спустя он получил разрешение от СС перевести некоторых из этих евреев на свои заводы в Бохне и Тарнове. 25 марта 1943 года, всего через двенадцать дней после ликвидации Краковского гетто, Мадрич и Тич перевезли как можно больше евреев на поезде в Бохню и Тарнув.
Мадрич должен был постоянно вмешиваться в работу СС, полиции и Министерства труда, чтобы получить разрешение на работу для своих евреев. Например, Министерство труда настаивало на том, чтобы он нанимал поляков вместо евреев. Чиновники Генерал-губернаторства жаловались, что действия Мадрича «саботировали перемещение евреев [в гетто] и могли столкнуться с трудностями в гестапо». Это, очевидно, не помешало Мадричу, который нанимал всё больше евреев, утверждая, что они «важны для военных усилий». Однажды Мадрича арестовали, но вскоре освободили из-за его тесных связей с некоторыми офицерами СС.
В конце августа 1944 года комендант Плашова Амон Гёт ликвидировал Тарновское гетто, самое большое из оставшихся в Западной Галиции . Мадрича он заверил, что с его людьми ничего не случится. Евреев Мадрича отправили в рабский трудовой лагерь в Силезии при фабрике синтетического масла. Их заставили строить новые мастерские для СС. Мадрич взялся за эту строительную работу, чтобы его рабочие остались живы. Кроме того, некоторые из его работников были вывезены контрабандой из гетто на грузовиках и направлены в Венгрию и Словакию.
14 сентября 1943 года Мадричу было разрешено перевести свои фабрики в Плашов. В качестве рабочих он нанял две тысячи евреев и обеспечил их едой, одеждой и обувью. Мадрич должен был заплатить СС за еду и другие материалы. Когда Гёт узнал, что почти четверть работников Мадрича старше максимального возраста для рабов, он попытался соответствующим образом сократить рабочую силу. Однако Мадрич успешно настаивал на том, что пожилые работники «были самыми ценными».
К 1944 году Красная Армия приближалась к Кракову, а Плашов был ликвидирован. Евреи должны были быть депортированы в лагеря смерти, такие как Освенцим и Гросс-Розен. У Мадрича не было заводов на землях к западу от линии фронта, и поэтому он больше не мог защищать своих еврейских рабочих. Однако именно в это время он подружился с Оскаром Шиндлером. Шиндлер собирался открыть военный завод в Брненце (чешский протекторат) и разместить там евреев. Когда пришло время составления «списка Шиндлера» в 1944 году, туда попали и 60 евреев Мадрича. Однако после войны их дружба испортилась из-за спора по поводу перевода некоторых евреев Мадрича на фабрику Шиндлера и связанных с этим вопросов.
В 1964 году Яд ва-Шем удостоил Мадрича звания «Праведник народов мира». Его роль в фильме 1993 года Список Шиндлера сыграл Ханс-Йорг Ассманн.
Юлиус Мадрич скончался 11 июня 1984 года. Он похоронен на Центральном кладбище в Вене.

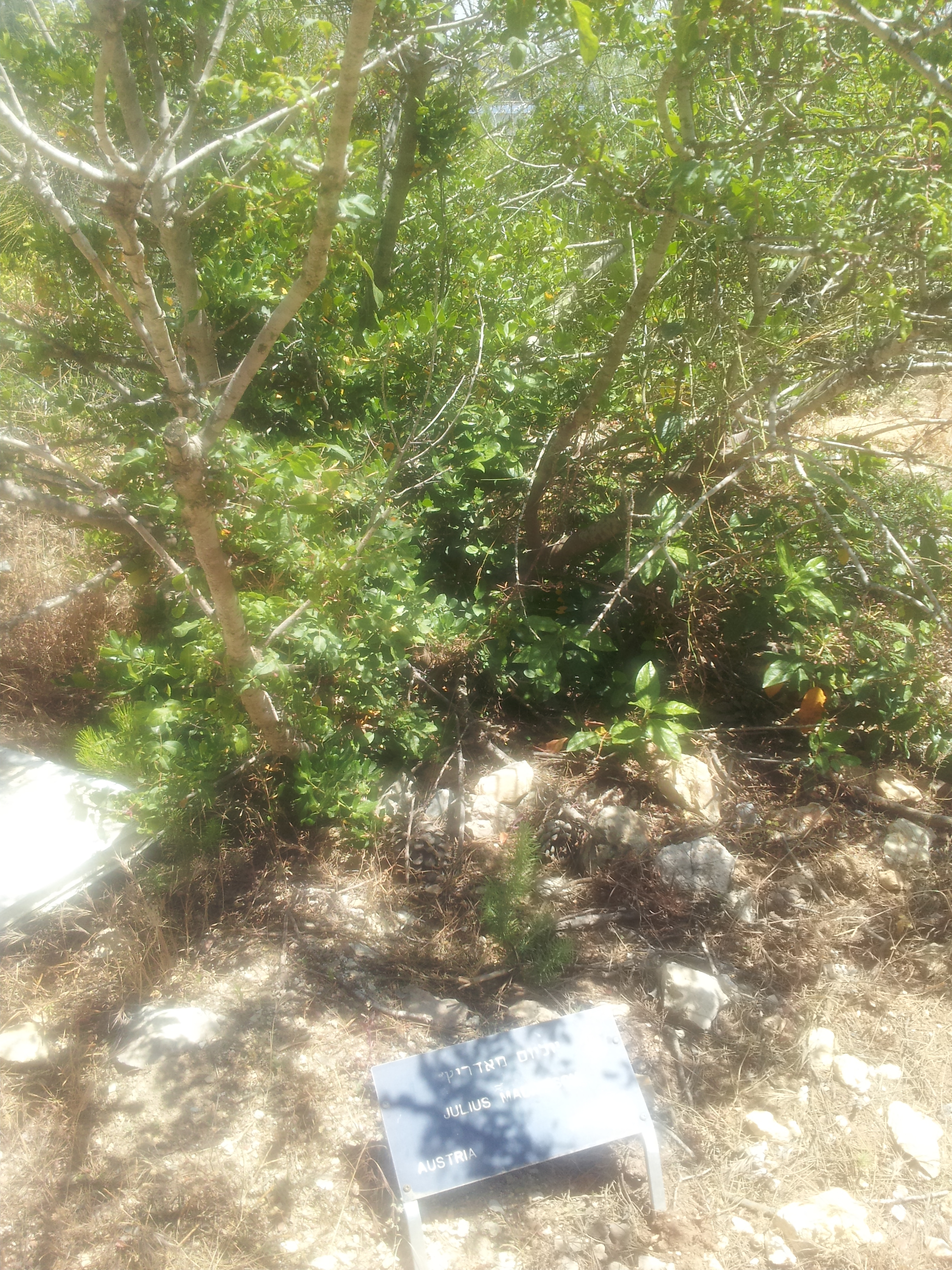
Дерево, посаженное в память о праведнике Юлиусе Мадриче в Яд Вашем

## Список используемой литературы
- David M. Crowe. Oskar Schindler: The Untold Account of His Life, Wartime Activities, and the True Story Behind the List, Westview Press, 2004
- Martin Gilbert. The Righteous: The Unsung Heroes of the Holocaust, Henry Holt, 2002
- Julius Madritsch. Menschen in Not! («Люди в беде!») (на немецком языке)